# Ananthura ovalis
Ananthura ovalis är en kräftdjursart som beskrevs av Barnard 1925. Ananthura ovalis ingår i släktet Ananthura och familjen Antheluridae. Inga underarter finns listade i Catalogue of Life.